# Pteropus allenorum
Pteropus allenorum — вид ссавців з родини криланових (Pteropodidae), ендемік Самоа. Видовим епітетом вшановано американського зоолога, антрополога і лікаря Гаррісона Аллена (1841–1897).

## Середовище проживання
Цей вид відомий лише з голотипу, який був зібраний в 1856 році в Уполу, незалежне Самоа. Попри те, що вид, ймовірно, вимер, його слід шукати в майбутньому під час заходів на Самоа щодо збереженої фауни в ізольованих місцях проживання.